# Antopetitia
Antopetitia, monotipski biljni rod iz porodice mahunarki. Jedina vrsta je jednogodišnja biljka A. abyssinica iz tropske Afrike. Naraste od 20 do najviše 120 cm.

## Opis
Rijetko uspravne, jednogodišnje zeljaste biljke do 1,2 m visine. Listovi neparnoperasti sa 5-11, naizmjenično nasuprotnih listića; listići dugi 4-20 mm, linearno-lancetasti do usko eliptični, odozgo goli, odozdo dlakavi. Cvjetovi s 2-8 cvjetova na štitasikm cvatovima; peteljka duga 1,5-8 cm s listolikim braktejem blizu sredine. Vjenčić žut ili narančast; sa smeđim venama. Plod c. 7-12 mm dugi, sjemenke promjera 2-2,25 mm, sjajni, goli. 

## Sinonimi
- Ornithopus coriandrinus Hochst. & Steud.; Flora 24: (1841) I. Intell. 32
- Hormolotus johnstoni Oliv.; Johnston, Kilimanjaro Exped. (1886) 337 et 339, nomen
- Ornithopodium coriandrinum (Hochst. & Steud.) Kuntze; Revis. Gen. Pl. 2: 200 (1891)